# Fiat 521
Fiat 521 — легковой автомобиль, выпускавшийся компанией Fiat с 1928 по 1931 год.
Конструкция автомобиля основана на предшествующей модели (Fiat 520), отличаясь от неё большим двигателем и большим размером шасси. Существовал и укороченный — 521 C — вариант модели.
Автомобиль выпускался и за пределами Италии, например в 1930 году началось его производство на заводе NSU в Хайльбронне.
Всего в Германии и Италии произведено более 33 000 автомобилей.
- Fiat 521 Weymann-Sedan 1928